# TMK (projet)

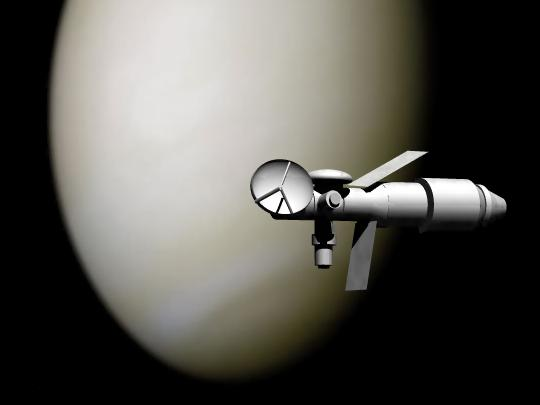
Représentation artistique du TMK-MAVR en orbite autour de Vénus

TMK (en russe : Тяжелый Межпланетный Корабль - Tyazhely Mezhplanetny Korabl pour vaisseau interplanétaire lourd) était la désignation d'un projet d'exploration spatiale soviétique consistant à envoyer un vol habité vers Mars et Vénus (concept TMK-MAVR), sans y atterrir.
Le vaisseau TMK-1 devait être lancé en 1971 et faire un vol de trois ans incluant un survol de Mars au cours duquel des sondes seraient larguées. Des variations étendues du projet, comme le TMK-E, Mavr ou KK, incluant un survol de Vénus, une propulsion électrique ou un atterrissage habité sur Mars ont également été proposées.
Une précédente mission Martian Piloted Complex (MPK) a été proposée en 1956 par Mikhail Tikhonravov ; elle comprenait un équipage de six cosmonautes, pour une mission de 30 mois, transporté par un vaisseau de 1 630 tonnes lancé par 20 à 25 fusées N1.
Le projet TMK a été planifié comme une réponse de l'Union soviétique aux alunissages américains. Le projet ne fut jamais terminé parce que la fusée N1 requise n'a jamais volé avec succès.

## TMK-1
Le premier vol vers Mars de TMK-1 devait commencer le 8 juin 1971.
Le vaisseau TMK-1 de 75 tonnes aurait un équipage de trois membres sur une mission de survol de Mars. Après un vol de 10,5 mois, l'équipage évoluerait devant Mars, larguerait à distance des atterrisseurs, et puis serait rejeté sur une trajectoire de retour vers la Terre. Ce retour se déroulerait le 10 juillet 1974, après un voyage de trois ans, un mois et deux jours.
Configuration du vaisseau spatial :
- une habitation ou cabine de pilotage, avec un volume intérieur de 25 mètres cubes ;
- une section de travail ou de matériel, comprenant une écoutille pour les activités extravéhiculaires (EVA) et un abri anti-tempêtes solaires utilisé lorsque les éruptions solaires portent les niveaux de rayonnement interplanétaires à des seuils dangereux. Le volume total de la section est de 25 mètres cubes ;
- un compartiment de systèmes biologiques, avec le SOZh cycle de contrôle de l'environnement fermé, avec un volume total de 75 mètres cubes ;
- une section globale, avec les capsules sondes martiennes, le moteur de correction mi-course KDU, le SOZh concentrateur solaire et les panneaux solaires, et des antennes de radio ;
- la capsule de rentrée sur Terre SA, d'environ 4 m de diamètre.

## TMK-E
Cette variation a été proposée en 1960, et se composait d'une expédition complète d'atterrissage sur Mars, assemblée en orbite terrestre à l'aide de plusieurs lancements de fusées N1. Le vaisseau devait être alimenté par des moteurs électriques nucléaires et cinq atterrisseurs déposeraient un Mars Train à propulsion nucléaire à la surface pour une mission d'un an.
Le TMK-E serait capable d'un vol de trois ans pour Mars et le retour, dont un an serait un vol motorisé. Il mesure 175 m de longueur et accueille un équipage de six personnes. Six engins de débarquement ont été inclus, deux pour l'équipage et quatre pour les véhicules du Mars Train.

## Mavr (MArs - VeneRa)
Une variante de la mission TMK impliquait un survol de Vénus pendant le voyage de retour, et a reçu le nom de code "Mavr" (Mars - Venera), ce qui signifie Mars - Vénus.

## KK - Complexe Spatial pour Délivrer une Expédition Pilotée vers Mars.
En 1966, une version finale des études TMK était connue comme KK - Complexe Spatial pour Délivrer une Expédition Pilotée vers Mars. La propulsion électrique nucléaire devait être utilisée pour la mission de 630 jours. La structure du vaisseau était composée de :
- EK - Expeditionary spacecraft : centre de commande pour le pilotage dans l'espace interplanétaire ;
- OK - Orbital Complex : compartiments de vie et de travail et systèmes de support de vie ;
- SA - Le Module d'Atterrissage, AV - le Module de Remontée et RV - L'Etage de Remontée ;
- PS - La Station Planétaire : utilisée par l'expédition sur la surface martienne pour vivre et la recherche scientifique.

Le lancement était prévu pour 1980 avec un équipage de trois cosmonautes. La durée du séjour sur Mars serait de 30 jours.
Données de la mission :
- total en tonnes de charge utile requis en orbite terrestre basse : 150 ;
- total en tonnes de propergol requis : 24 ;
- nombre de lancements nécessaires à l'assemblage de la charge utile en orbite terrestre basse: 2 ;
- lanceur : N1.